# La Léchère
La Léchère és un municipi francès situat al departament de la Savoia i a la regió d'Alvèrnia-Roine-Alps. L'any 2007 tenia 1.906 habitants.

## Demografia

### Població
El 2007 la població de fet de La Léchère era de 1.906 persones. Hi havia 809 famílies de les quals 250 eren unipersonals (135 homes vivint sols i 115 dones vivint soles), 218 parelles sense fills, 258 parelles amb fills i 83 famílies monoparentals amb fills.
La població ha evolucionat segons el següent gràfic:
Habitants censats

### Habitatges
El 2007 hi havia 1.911 habitatges, 824 eren l'habitatge principal de la família, 968 eren segones residències i 119 estaven desocupats. 895 eren cases i 926 eren apartaments. Dels 824 habitatges principals, 490 estaven ocupats pels seus propietaris, 292 estaven llogats i ocupats pels llogaters i 42 estaven cedits a títol gratuït; 27 tenien una cambra, 84 en tenien dues, 165 en tenien tres, 288 en tenien quatre i 261 en tenien cinc o més. 566 habitatges disposaven pel capbaix d'una plaça de pàrquing. A 406 habitatges hi havia un automòbil i a 325 n'hi havia dos o més.

### Piràmide de població
La piràmide de població per edats i sexe el 2009 era:
| Homes | Edats   | Dones |
| ----- | ------- | ----- |
| 0     | 95 o +  | 4     |
| 0     | 90 a 94 | 0     |
| 16    | 85 a 89 | 8     |
| 8     | 80 a 84 | 48    |
| 24    | 75 a 79 | 32    |
| 36    | 70 a 74 | 28    |
| 48    | 65 a 69 | 44    |
| 48    | 60 a 64 | 40    |
| 32    | 55 a 59 | 40    |
| 80    | 50 a 54 | 48    |
| 84    | 45 a 49 | 76    |
| 68    | 40 a 44 | 48    |
| 68    | 35 a 39 | 64    |
| 64    | 30 a 34 | 68    |
| 92    | 25 a 29 | 80    |
| 40    | 20 a 24 | 48    |
| 76    | 15 a 19 | 24    |
| 60    | 10 a 14 | 56    |
| 64    | 5 a 9   | 40    |
| 32    | 0 a 4   | 40    |

## Economia
El 2007 la població en edat de treballar era de 1.262 persones, 962 eren actives i 300 eren inactives. De les 962 persones actives 906 estaven ocupades (510 homes i 396 dones) i 58 estaven aturades (21 homes i 37 dones). De les 300 persones inactives 98 estaven jubilades, 89 estaven estudiant i 113 estaven classificades com a «altres inactius».

### Ingressos
El 2009 a La Léchère hi havia 858 unitats fiscals que integraven 1.979 persones, la mediana anual d'ingressos fiscals per persona era de 17.293 €.

### Activitats econòmiques
Dels 154 establiments que hi havia el 2007, 5 eren d'empreses extractives, 2 d'empreses alimentàries, 1 d'una empresa de fabricació de material elèctric, 7 d'empreses de fabricació d'altres productes industrials, 41 d'empreses de construcció, 15 d'empreses de comerç i reparació d'automòbils, 12 d'empreses de transport, 24 d'empreses d'hostatgeria i restauració, 1 d'una empresa d'informació i comunicació, 3 d'empreses financeres, 6 d'empreses immobiliàries, 10 d'empreses de serveis, 18 d'entitats de l'administració pública i 9 d'empreses classificades com a «altres activitats de serveis».
Dels 47 establiments de servei als particulars que hi havia el 2009, 1 era una oficina de correu, 2 tallers de reparació d'automòbils i de material agrícola, 8 paletes, 6 guixaires pintors, 8 fusteries, 3 lampisteries, 6 electricistes, 2 perruqueries, 8 restaurants, 1 agència immobiliària, 1 tintoreria i 1 saló de bellesa.
Dels 8 establiments comercials que hi havia el 2009, 1 era una botiga de menys de 120 m², 2 fleques, 1 una llibreria, 3 botigues de material esportiu i 1 una perfumeria.
L'any 2000 a La Léchère hi havia 36 explotacions agrícoles que ocupaven un total de 533 hectàrees.

## Equipaments sanitaris i escolars
L'únic equipament sanitari que hi havia el 2009 era una farmàcia.
El 2009 hi havia 4 escoles elementals.

## Poblacions més properes
El següent diagrama mostra les poblacions més properes.